# عقدة شراعية
العقدة الشراعيّة أو العقدة المربعة هي عقدة ربط ‏ بسيطة وقديمة تُستخدم لتأمين حبل أو خط حول شيء ما. تسمى أحياناً عقدة هرقل.